# Merari Herrera
Merari Morelia Herrera Pineda (* 10. Februar 2001) ist eine ecuadorianische Leichtathletin, die sich auf den Diskuswurf spezialisiert hat.

## Sportliche Laufbahn
Erste internationale Erfahrungen sammelte Merari Herrera im Jahr 2018, als sie bei den U18-Südamerikameisterschaften in Cuenca mit einer Weite von 44,97 m die Goldmedaille gewann und anschließend bei den U23-Südamerikameisterschaften ebendort mit 43,40 m den sechsten Platz belegte. Im Jahr darauf siegte sie bei den U20-Südamerikameisterschaften in Cali mit 47,87 m und erreichte anschließend bei den U20-Panamerikameisterschaften in San José mit 47,65 m Rang sieben. 2021 wurde sie bei den Südamerikameisterschaften in Guayaquil mit 48,39 m Siebte und belegte bei den U23-Südamerikameisterschaften ebendort mit neuer Bestleistung von 53,02 m den vierten Platz. Ende November wurde sie dann bei den erstmals ausgetragenen Panamerikanischen Juniorenspielen in Cali mit 50,80 m Sechste.
2021 wurde Herrera ecuadorianische Meisterin im Diskuswurf.